# Kalamansig
Kalamansig (Bayan ng Kalamansig) är en kommun i Filippinerna. Kommunen ligger på ön Mindanao, och tillhör provinsen Sultan Kudarat. Folkmängden uppgår till 44 645 invånare.
Kalamansig är indelat i 15 barangayer.